# Fordongianus
Fordongianus település Olaszországban, Szardínia régióban, Oristano megyében. Lakosainak száma 831 fő (2023. január 1.). Fordongianus Busachi, Ghilarza, Paulilatino, Siapiccia, Allai, Ollastra és Villanova Truschedu községekkel határos.

## Népesség
A település lakossága az elmúlt években az alábbi módon változott:
| Lakosok száma | 889  | 878  | 831  |
|               | 2017 | 2018 | 2023 |